# Gogney
Gogney ist eine französische Gemeinde im Département Meurthe-et-Moselle in der Region Grand Est. 

## Lage
Das Gemeindegebiet wird vom Flüsschen Voise und seinem Zufluss Ruisseau de l’Étang de Foulcrey durchquert.
Nachbargemeinden sind Foulcrey im Norden, Ibigny und Richeval im Nordosten, Tanconville und Frémonville im Südosten, Blâmont und Repaix im Südwesten sowie Igney im Nordwesten.

## Bevölkerungsentwicklung
| Jahr      | 1962 | 1968 | 1975 | 1982 | 1990 | 1999 | 2008 | 2019 |
| --------- | ---- | ---- | ---- | ---- | ---- | ---- | ---- | ---- |
| Einwohner | 107  | 102  | 111  | 81   | 69   | 65   | 52   | 50   |

## Sehenswürdigkeiten

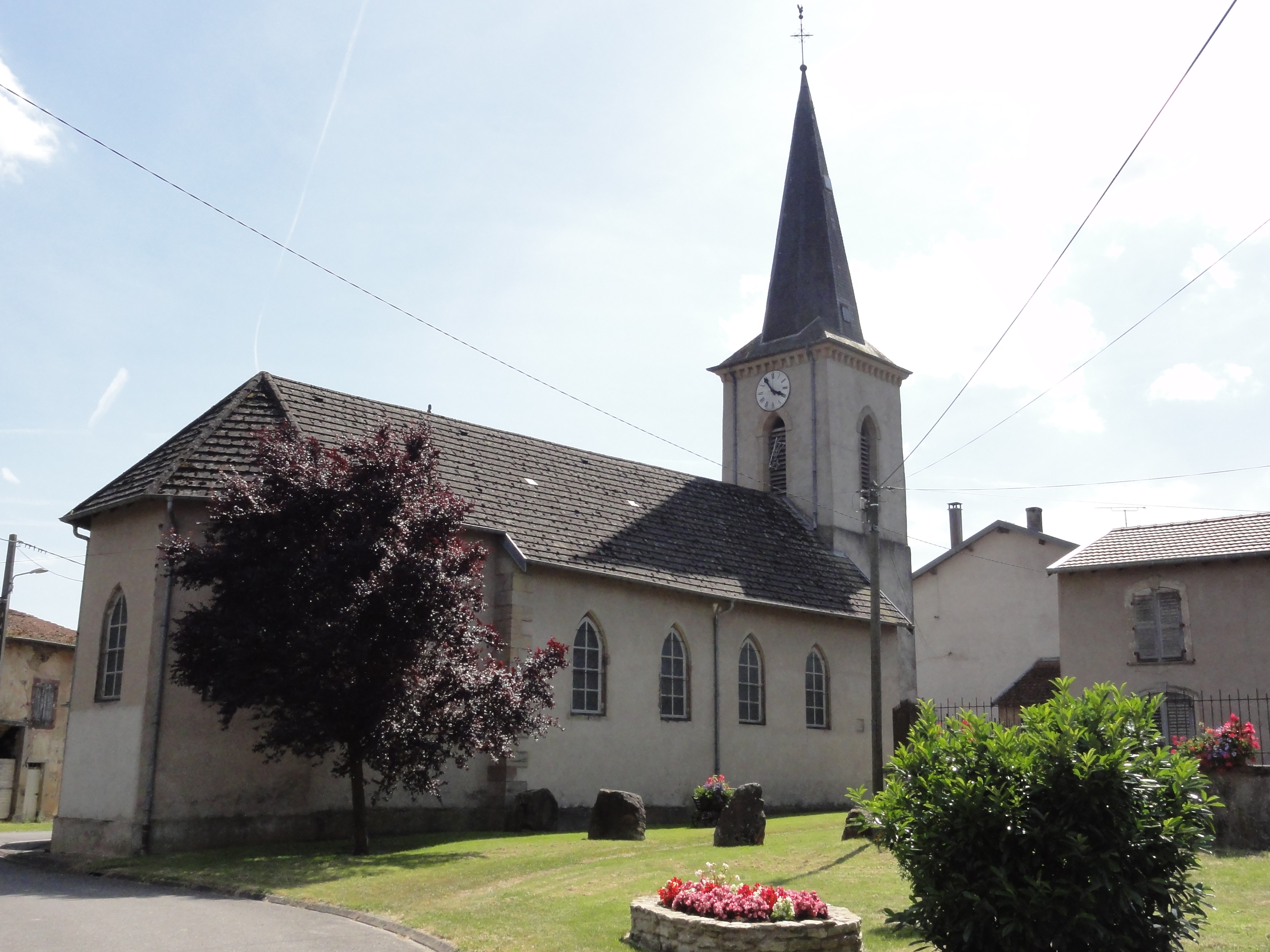
Kirche Saint-Barthélemy

- Kirche Saint-Barthélemy